# Košariská
Košariská (prononciation slovaque : [ˈkɔʃariskaː], hongrois : Kosaras [ˈkoʃɒrɒʃ]) est un village de Slovaquie situé dans la région de Trenčín.

## Histoire
La première mention écrite du village date de 1786.
Košariská est connue pour être le lieu de naissance de Milan Rastislav Štefánik, l’un des cofondateurs de la République tchécoslovaque.

## Démographie

### Évolution de la population
| Année:               | 1994. | 2004.   | 2014.   | 2024.   |
| -------------------- | ----- | ------- | ------- | ------- |
| Nombre de personnes: | 431   | 403     | 435     | 416     |
| Différence:          |       | -6,49 % | +7,94 % | -4,36 % |

| Année:               | 2023. | 2024.   |
| -------------------- | ----- | ------- |
| Nombre de personnes: | 417   | 416     |
| Différence:          |       | -0,23 % |